# Taió
Taió é um município brasileiro do estado de Santa Catarina.

## História
Embora o brasão  do município de Taió contenham a data de 1917 como de sua colonização, a maioria dos historiadores e pesquisadores não aceitam como sendo esta a data que deu início as atividades do elemento europeu no município. 
Por volta de 1876, Emil Odebrecht desceu pelo Morro do Funil, atingindo o rio Taió, e pernoitou na cidade que hoje leva este nome. Outros mais tarde, desceram a serra, e se instalaram em Rio Azul (hoje pertencendo a Rio do Campo), vários outros fugitivos da Guerra do Contestado. Mas pelos registros, o alemão Eugenio Grusmuller teria feito a primeira plantação durante o final do inverno de 1917. Os primeiros moradores que se têm registro escrito vieram subindo pelo Rio Itajaí e, no ano de 1918, surgiu o primeiro acampamento onde seria depois a futura cidade de Taió, que também deu origem as cidades de Rio do Campo, Salete e Mirim Doce.

## Economia
O município se destaca como polo regional econômico, a indústria é sua maior fonte de arrecadação, seguida pela agricultura, comércio e pela atividade do design, sendo que esta destaca-se hoje, reservando-se as devidas proporções, pelo trabalho de pioneiros convidados nos idos de 1987.

## Mídia
O município possui atualmente três emissoras de rádio - Educadora FM, Demais FM e Taió FM 87,9 Comunitária. Havia três jornais semanais, que deixaram de circular: Observatório, Jornal Barriga verde e Vale Oeste. 

## Geografia
Localiza-se a uma latitude 27º06'59" sul e a uma longitude 49º59'53" oeste no Vale do Itajaí, estando a uma altitude de 346 metros. Sua população estimada em 2021 é de 18.576 habitantes.
Taió possui 661,5 Km2, com uma altitude de 346 m, incorporada ao Alto Vale do Itajaí, uma microrregião situada na área central do Estado de Santa Catarina, que congrega 27 municípios de características homogêneas, que a classificam como o Vale Europeu. tem um clima mesotérmico úmido - sem estação seca, com uma temperatura média de 15ºC e umidade relativa do ar em torno de 81%. O relevo é constituído de superfícies planas, onduladas e montanhosas, com fertilidade apta para agricultura, na grande maioria. Possui vasta bacia hidrográfica, captada pelo Rio Itajaí do Oeste, que integra o Rio Itajaí-Açú.
Geologia
A geologia da micro bacia do Ribeirão Braço da Ilha corresponde ao super-grupo Tubarão, grupo Itararé, formação Rio do Sul, sendo constituída por rochas de origem sedimentar. Tem origem glacial, ocorrendo em uma faixa alongada norte-sul. A sedimentação deu-se em estratos ou camadas horizontais, daí a denominação de rochas estratificadas. Os espaços que separam as camadas denomina-se diáclases horizontais, de grande importância na chamada erosão diferencial, ou seja, há um trabalho desigual da erosão, atuando sobre materiais com diferentes graus de resistência. Essa heterogeneidade de ações e de materiais refletiu na morfologia e nas condições físicas dos solos resultantes. A cobertura pedológica é uniforme, com domínio quase absoluto de solos cambissolos. Entretanto, em função do material depositado, há perfis arenosos, siltosos, franco argilosos, argilosos e muito argilosos.
Taió possui uma grande singularidade em seus aspectos geológicos que é a ocorrência de fósseis marinhos e águas sulfurosas. Antônio Carlos Rocha Campos, do Departamento de Geologia e Paleontologia da Universidade de São Paulo - USP, realizou minuciosa investigação sobre os fósseis da região de Taió, em sua tese de doutorado apresentada em 1964. Em seu trabalho o autor destaca que a descoberta de fósseis marinhos na região de Taió foi feita por Bastos, geólogo do antigo Serviço Geológico e Mineralógico do Brasil e começaram a ser mencionados em publicações científicas a partir de 1930. Percebe-se que o interesse científico pelos fósseis da região vem de longa data com material publicado por diversos autores e, além disso, sempre motivou estudos de grupos acadêmicos de instituições de ensino superior de Santa Catarina e estados vizinhos. De acordo com estudos realizados, a unidade mais antiga que aflora na região de Taió, pertence ao Grupo Tubarão, Subgrupo Itararé e datam de aproximadamente 280 milhões de anos. Este afloramento estende-se desde o limite oriental da área estudada acompanhando o vale do rio Itajaí do Oeste, até a altura do Ribeirão do Salto. A espessura máxima atingida por esse pacote sedimentar foi avaliada em mais de 100 metros.
Destacam-se os estudos feitos nos sedimentos da Formação Rio Bonito onde as melhores exposições foram encontradas em cortes dos caminhos que sobem os morros da região (Serra Kraemer, Ribeirão do Ouro), ou nos barrancos e leitos de alguns rios da região (Braço Scoz, Ribeirão Bugio), em pequenas escarpas e quedas d' água. Os fósseis obtidos em Taió não parecem estar relacionados com outros existentes no Brasil. Os estudos realizados mostraram similaridade com fósseis encontrados em Nova Gales do Sul, na Austrália. O exame de diversos afloramentos feito por Rocha-Campos, mostrou concentrações de conchas que podem atingir algumas centenas por metro quadrado. As águas sulfurosas localizam-se numa propriedade particular, na localidade de Pechincha, sem aproveitamento atual para consumo, tratamento de doenças ou outras utilizações.
Fonte: Prefeitura Municipal de Taio-SC

## Política
Foram prefeitos:
- Bertoldo Jacobsen [prefeito nomeado]

de 12 de fevereiro de 1949 a 1 de outubro de 1949
- Alfredo Cordeiro

de 1 de outubro de 1949 a 1 de outubro de 1954
- Walter Schmitz

de 1 de outubro de 1954 a 1 de outubro de 1959
- Ingo Hosang

de 1 de outubro de 1959 a 30 de outubro de 1964
- Moacir Bertoli

de 1 de outubro de 1964 a 30 de setembro de 1966
- Hercilio Anderle

de 5 de fevereiro de 196 a 31 de janeiro de 1970
- Moacir Bertoli

de 31 de janeiro de 1970 a 31 de janeiro de 1973
- August Heirich Purnhagen

de 31 de janeiro de 1977 a 1 de fevereiro de 1977
- Harry Leopoldo Gomes

de 1 de fevereiro de 1977 a 10 de janeiro de 1983
- João Machado da Silva

de 1 de fevereiro de 1983 a 1 de janeiro de 1989
- Ademar Dalfovo

de 1 de janeiro de 1989 a 1 de janeiro de 1993
- Nelson Goetten de Lima

de 1 de janeiro de 1993 a 31 de dezembro de 1996
- Erna Heidrich

de 1 de janeiro de 1997 a 28 de maio de 1999
- Lino João Dell'Antônio

de 29 de maio de 1999 a 31 de dezembro de 2000
- Horst Gerhard Purnhagen

de 1 de janeiro de 2001 a 31 de dezembro de 2004
- José Goetten de Lima

de 1 de janeiro de 2005 a 31 de dezembro de 2008
- Horst Gerhard Purnhagen

de 1 de janeiro de 2009 a 28 de agosto de 2009
- Ademar Dalfovo

de 29 de agosto de 2009 a 31 de dezembro de 2012
- Hugo Lembeck

de 1 de janeiro de 2013 a 31 de dezembro de 2016
- Almir Reni Guski

de 1 de janeiro de 2017 a 31 de dezembro de 2020
- Horst Alexandre Purnhagen

de 1 de janeiro de 2021 a 31 de dezembro de 2024
- Aristides Eloi Valentini

de 01 de janeiro de 2025 a 31 dezembro de 2028 